# جمعية ميشليفن إفران
جمعية ميشليفن إفران لكرة السلة (بالفرنسية: Association Michlifen Ifrane Basket-ball) هو فريق كرة سلة مغربي من مدينة إفران تأسس سنة 2014، يمارس بالدوري المغربي لكرة السلة أعلى منافسة في كرة السلة المغربية. يمتلك النادي أكاديمية للشباب تضم أكثر من 140 طفلاً تتراوح أعمارهم بين 4 إلى 14 عامًا. في عام 2016، فاز فريق الرجال ببطولة الدرجة الثالثة المغربية.

## الإنجازات
- 2016: بطل دوري الدرجة الثالثة المغربي لكرة السلة